# Onzième circonscription de la Seine-Maritime
La onzième circonscription de la Seine-Maritime est l'une des douze circonscriptions législatives françaises que compta le département de la Seine-Maritime (76) situé en Normandie. 

## Description géographique et démographique
La onzième circonscription de la Seine-Maritime correspond en partie à l'ancienne 9e circonscription de Seine-Maritime. Elle est délimitée par le découpage électoral de la loi n°86-1197 du 24 novembre 1986
, elle regroupe les divisions administratives suivantes : Cantons de Dieppe Est, Dieppe Ouest, Envermeu, Eu, Offranville.
D'après le recensement général de la population en 1999, réalisé par l'Institut national de la statistique et des études économiques (INSEE), la population de cette circonscription est estimée à 100049 habitants,.
À la suite du Redécoupage des circonscriptions législatives françaises de 2010 qui entre en application avec les Élections législatives françaises de 2012, la onzième circonscription est supprimée. Voir sixième circonscription de la Seine-Maritime.

## Historique des députations
| Législature | Début de mandat | Fin de mandat  | Député               | Parti politique | Observations |
| ----------- | --------------- | -------------- | -------------------- | --------------- | --- |
| Ire         | 9 décembre 1958 | 9 octobre 1962 | Louis Delaporte      | CNI             | Mandat écourté à la suite d'une dissolution parlementaire décidée par Charles de Gaulle.                                                                       |
| IIe         | 6 décembre 1962 | 2 avril 1967   | Louis Boisson        | SFIO            | |
| IIIe        | 3 avril 1967    | 30 mai 1968    | Raymond Offroy       | UDR             | Mandat écourté à la suite d'une dissolution parlementaire décidée par Charles de Gaulle.                                                                       |
| IVe         | 11 juillet 1968 | 1er avril 1973 | Raymond Offroy       | UDR             | |
| Ve          | 2 avril 1973    | 2 avril 1978   | Raymond Offroy       | UDR             | |
| VIe         | 3 avril 1978    | 22 mai 1981    | Irénée Bourgois      | PCF             | Mandat écourté à la suite d'une dissolution parlementaire décidée par François Mitterrand.                                                                     |
| VIIe        | 2 juillet 1981  | 1er avril 1986 | Jean Beaufils        | PS              | |
| VIIIe       | 2 avril 1986    | 14 mai 1988    | Vacant               | Vacant          | Proportionnelle par département, pas de député par circonscription. Mandat écourté à la suite d'une dissolution parlementaire décidée par François Mitterrand. |
| IXe         | 23 juin 1988    | 1er avril 1993 | Jean Beaufils        | PS              | |
| Xe          | 2 avril 1993    | 21 avril 1997  | Édouard Leveau,      | RPR,            | Mandat écourté à la suite d'une dissolution parlementaire décidée par Jacques Chirac.                                                                          |
| XIe         | 12 juin 1997    | 18 juin 2002   | Christian Cuvilliez, | PCF,            | |
| XIIe        | 19 juin 2002    | 19 juin 2007   | Édouard Leveau,      | UMP/CNI,        | |
| XIIIe       | 20 juin 2007    | 19 juin 2012   | Sandrine Hurel       | PS              | |

## Historique des élections
Voici la liste des résultats des élections législatives dans la circonscription depuis le découpage électoral de 1986 : 

### Élections de 1988
| Candidat       | Candidat                    | Parti          | Premier tour | Premier tour | Second tour | Second tour |  |
| Candidat       | Candidat                    | Parti          | Voix         | %            | Voix        | %           |  |
| -------------- | --------------------------- | -------------- | ------------ | ------------ | ----------- | ----------- |  |
|                | Jean Beaufils sortant réélu | PS             | 17 607       | 37,26        | 29 796      | 59,08       |  |
|                | Édouard Leveau              | RPR (URC)      | 13 880       | 29,38        | 20 631      | 40,91       |  |
|                | Irénée Bourgois             | PCF            | 10 349       | 21,90        | Retrait     | Retrait     |  |
|                | Jacques Dupuydauby          | Divers droite  | 2 923        | 6,18         |             |             |  |
|                | Edgar Planchons             | FN             | 2 484        | 5,25         |             |             |  |
|                |                             |                |              |              |             |             |  |
| Inscrits       | Inscrits                    | Inscrits       | 70 948       | 100,00       | 70 903      | 100,00      |  |
| Abstentions    | Abstentions                 | Abstentions    | 22 716       | 32,02        | 19 140      | 26,99       |  |
| Votants        | Votants                     | Votants        | 48 232       | 67,98        | 51 763      | 73,01       |  |
| Blancs et nuls | Blancs et nuls              | Blancs et nuls | 989          | 2,05         | 1 336       | 2,58        |  |
| Exprimés       | Exprimés                    | Exprimés       | 47 243       | 97,95        | 50 427      | 97,42       |  |

Le suppléant de Jean Beaufils était Claude Tancret, maire adjoint du Tréport.

### Élections de 1993
| Candidat       | Candidat              | Parti          | Premier tour | Premier tour | Second tour | Second tour |  |
| Candidat       | Candidat              | Parti          | Voix         | %            | Voix        | %           |  |
| -------------- | --------------------- | -------------- | ------------ | ------------ | ----------- | ----------- |  |
|                | Édouard Leveau élu    | RPR (UPF)      | 19 469       | 40,83        | 26 560      | 56,59       |  |
|                | Jean Beaufils sortant | PS (ADFP)      | 9 702        | 20,34        | 20 375      | 43,41       |  |
|                | Christian Cuvilliez   | PCF            | 7 491        | 15,71        |             |             |  |
|                | Edgar Planchons       | FN             | 4 516        | 9,47         |             |             |  |
|                | Gilles Euzenat        | Les Verts (EÉ) | 2 995        | 8,37         |             |             |  |
|                | Michèle Petiteville   | LO             | 1 713        | 3,59         |             |             |  |
|                | Laurence Delannoy     | LT-LNÉ         | 790          | 1,65         |             |             |  |
|                |                       |                |              |              |             |             |  |
| Inscrits       | Inscrits              | Inscrits       | 71 792       | 100,00       | 71 788      | 100,00      |  |
| Abstentions    | Abstentions           | Abstentions    | 21 581       | 30,06        | 21 212      | 29,55       |  |
| Votants        | Votants               | Votants        | 50 211       | 69,94        | 50 576      | 70,45       |  |
| Blancs et nuls | Blancs et nuls        | Blancs et nuls | 2 535        | 5,05         | 3 641       | 7,2         |  |
| Exprimés       | Exprimés              | Exprimés       | 47 676       | 94,95        | 46 935      | 92,8        |  |

Le suppléant d'Édouard Leveau était Jean Le Prince, maire d'Étalondes.

### Élections de 1997
| Candidat       | Candidat                  | Parti          | Premier tour | Premier tour | Second tour | Second tour |  |
| Candidat       | Candidat                  | Parti          | Voix         | %            | Voix        | %           |  |
| -------------- | ------------------------- | -------------- | ------------ | ------------ | ----------- | ----------- |  |
|                | Édouard Leveau sortant    | RPR            | 13 671       | 28,58        | 22 191      | 44,44       |  |
|                | Christian Cuvilliez élu   | PCF            | 12 275       | 25,66        | 27 742      | 55,56       |  |
|                | Henri Weber               | PS             | 9 713        | 20,30        | Retrait     | Retrait     |  |
|                | Françoise Duchaussoy      | FN             | 6 136        | 12,83        |             |             |  |
|                | Daniel Paterne            | GÉ             | 1 676        | 3,50         |             |             |  |
|                | Michèle Petiteville       | LO             | 1 532        | 3,20         |             |             |  |
|                | Thierry Quennehen         | Les Verts      | 1 256        | 2,63         |             |             |  |
|                | Emmanuel de Bailliencourt | LDI (MPF)      | 1 226        | 2,56         |             |             |  |
|                | Jean-Pierre Brunet        | Extrême gauche | 357          | 0,75         |             |             |  |
|                |                           |                |              |              |             |             |  |
| Inscrits       | Inscrits                  | Inscrits       | 71 079       | 100,00       | 71 078      | 100,00      |  |
| Abstentions    | Abstentions               | Abstentions    | 21 042       | 29,6         | 18 025      | 25,36       |  |
| Votants        | Votants                   | Votants        | 50 037       | 70,4         | 53 053      | 74,64       |  |
| Blancs et nuls | Blancs et nuls            | Blancs et nuls | 2 195        | 4,39         | 3 120       | 5,88        |  |
| Exprimés       | Exprimés                  | Exprimés       | 47 842       | 95,61        | 49 933      | 94,12       |  |

Le suppléant de Christian Cuvilliez était Jean Garraud, professeur d'éducation physique, maire du Tréport, conseiller général du canton d'Eu.

### Élections de 2002
| Candidat       | Candidat                    | Parti          | Premier tour | Premier tour | Second tour | Second tour |  |
| Candidat       | Candidat                    | Parti          | Voix         | %            | Voix        | %           |  |
| -------------- | --------------------------- | -------------- | ------------ | ------------ | ----------- | ----------- |  |
|                | Édouard Leveau élu          | UMP            | 17 152       | 37,55        | 23 078      | 52,29       |  |
|                | Christian Cuvilliez sortant | PCF            | 10 015       | 21,93        | 21 058      | 47,71       |  |
|                | Sandrine Hurel              | PS             | 8 790        | 19,24        |             |             |  |
|                | Delphine Moreau             | FN             | 4 336        | 9,49         |             |             |  |
|                | Philippe Normand            | CPNT           | 1 594        | 3,49         |             |             |  |
|                | Michèle Petiteville         | LO             | 941          | 2,06         |             |             |  |
|                | Marie-José Zanetti          | Les Verts      | 661          | 1,45         |             |             |  |
|                | Charles Soubeyran           | LCR            | 575          | 1,26         |             |             |  |
|                | René Sagnier                | MÉI            | 554          | 1,21         |             |             |  |
|                | Emmanuel de Bailliencourt   | MPF            | 415          | 0,91         |             |             |  |
|                | Bruno Ricque                | PT             | 323          | 0,71         |             |             |  |
|                | Thierry Blassieaux          | MNR            | 321          | 0,70         |             |             |  |
|                | Thierry Delecroix           | Divers droite  | 0            | 0            |             |             |  |
|                |                             |                |              |              |             |             |  |
| Inscrits       | Inscrits                    | Inscrits       | 73 231       | 100,00       | 73 229      | 100,00      |  |
| Abstentions    | Abstentions                 | Abstentions    | 26 516       | 36,21        | 26 945      | 36,8        |  |
| Votants        | Votants                     | Votants        | 46 715       | 63,79        | 46 284      | 63,2        |  |
| Blancs et nuls | Blancs et nuls              | Blancs et nuls | 1 038        | 2,22         | 2 148       | 4,64        |  |
| Exprimés       | Exprimés                    | Exprimés       | 45 677       | 97,78        | 44 136      | 95,36       |  |

La suppléante d'Édouard Leveau était Élisabeth Mallet, infirmière, adjointe au maire de la ville d'Eu.

### Élections de 2007
| Candidat       | Candidat                | Parti          | Premier tour | Premier tour | Second tour | Second tour |  |
| Candidat       | Candidat                | Parti          | Voix         | %            | Voix        | %           |  |
| -------------- | ----------------------- | -------------- | ------------ | ------------ | ----------- | ----------- |  |
|                | Jean Bazin              | UMP            | 16 506       | 34,63        | 22 976      | 47,80       |  |
|                | Sandrine Hurel élue     | PS             | 10 514       | 22,06        | 25 087      | 52,20       |  |
|                | Sébastien Jumel         | PCF            | 9 544        | 20,03        |             |             |  |
|                | Blandine Lefebvre       | UDF–MoDem      | 3 287        | 6,90         |             |             |  |
|                | Édouard Leveau sortant  | CNIP           | 2 643        | 5,55         |             |             |  |
|                | Claude Delaporte        | FN             | 1 762        | 3,70         |             |             |  |
|                | Gilles Euzenat          | Les Verts      | 751          | 1,58         |             |             |  |
|                | Pascal Brisset          | LCR            | 687          | 1,44         |             |             |  |
|                | Marc Bouloché           | CPNT           | 648          | 1,36         |             |             |  |
|                | Michèle Petiteville     | LO             | 442          | 0,93         |             |             |  |
|                | Olivier Poullet         | PT             | 308          | 0,65         |             |             |  |
|                | Christian de Courtivron | MPF            | 268          | 0,56         |             |             |  |
|                | Jean-Louis Boulan       | Divers         | 164          | 0,34         |             |             |  |
|                | Karine Hue              | MNR            | 135          | 0,28         |             |             |  |
|                |                         |                |              |              |             |             |  |
| Inscrits       | Inscrits                | Inscrits       | 75 603       | 100,00       | 75 595      | 100,00      |  |
| Abstentions    | Abstentions             | Abstentions    | 27 181       | 35,95        | 26 340      | 34,84       |  |
| Votants        | Votants                 | Votants        | 48 422       | 64,05        | 49 255      | 65,16       |  |
| Blancs et nuls | Blancs et nuls          | Blancs et nuls | 763          | 1,58         | 1 192       | 2,42        |  |
| Exprimés       | Exprimés                | Exprimés       | 47 659       | 98,42        | 48 063      | 97,58       |  |

#### Département de la Seine-Maritime
- La fiche de l'INSEE de cette circonscription : « Tableaux et Analyses de la onzième circonscription de la Seine-Maritime », sur insee.fr, site de l'Institut national de la statistique et des études économiques (consulté le 10 juin 2007) [PDF]

- « Tous les députés du département de la Seine-Maritime depuis 1789 », sur assemblee-nationale.fr, site de l'Assemblée nationale française (consulté le 10 juin 2007)

- « Informations contentieuses sur le département de la Seine-Maritime (Élections législatives de 2002) »(Archive.org • Wikiwix • Archive.is • Google • Que faire ?), sur conseil-constitutionnel.fr, site du Conseil constitutionnel (consulté le 13 juin 2007)

#### Circonscriptions en France
- « Carte des circonscriptions législatives en France », sur assemblee-nationale.fr, site de l'Assemblée nationale française (consulté le 10 juin 2007)

- « Résultats électoraux officiels en France »(Archive.org • Wikiwix • Archive.is • Google • Que faire ?), sur interieur.gouv.fr, site du ministère de l'Intérieur (France) (consulté le 13 juin 2007)

- Description et Atlas des circonscriptions électorales de France sur http://www.atlaspol.com, Atlaspol, site de cartographie géopolitique, consulté le 13 juin 2007.